# Арагуаина (футбольный клуб)
«Арагуаина» — бразильский футбольный клуб из одноимённого города. В настоящий момент клуб выступает в Серии D Бразилии.

## История
Клуб основан 28 февраля 1997 года, домашние матчи проводит на стадионе «Муниципал де Арагуина», вмещающем 3 000 зрителей. Арагуаина двукратный чемпион штата Токантинс.

## Достижения
- Лига Токантиненсе:
  - Чемпион (2): 2006, 2009.